# Rotore (aeronautica)

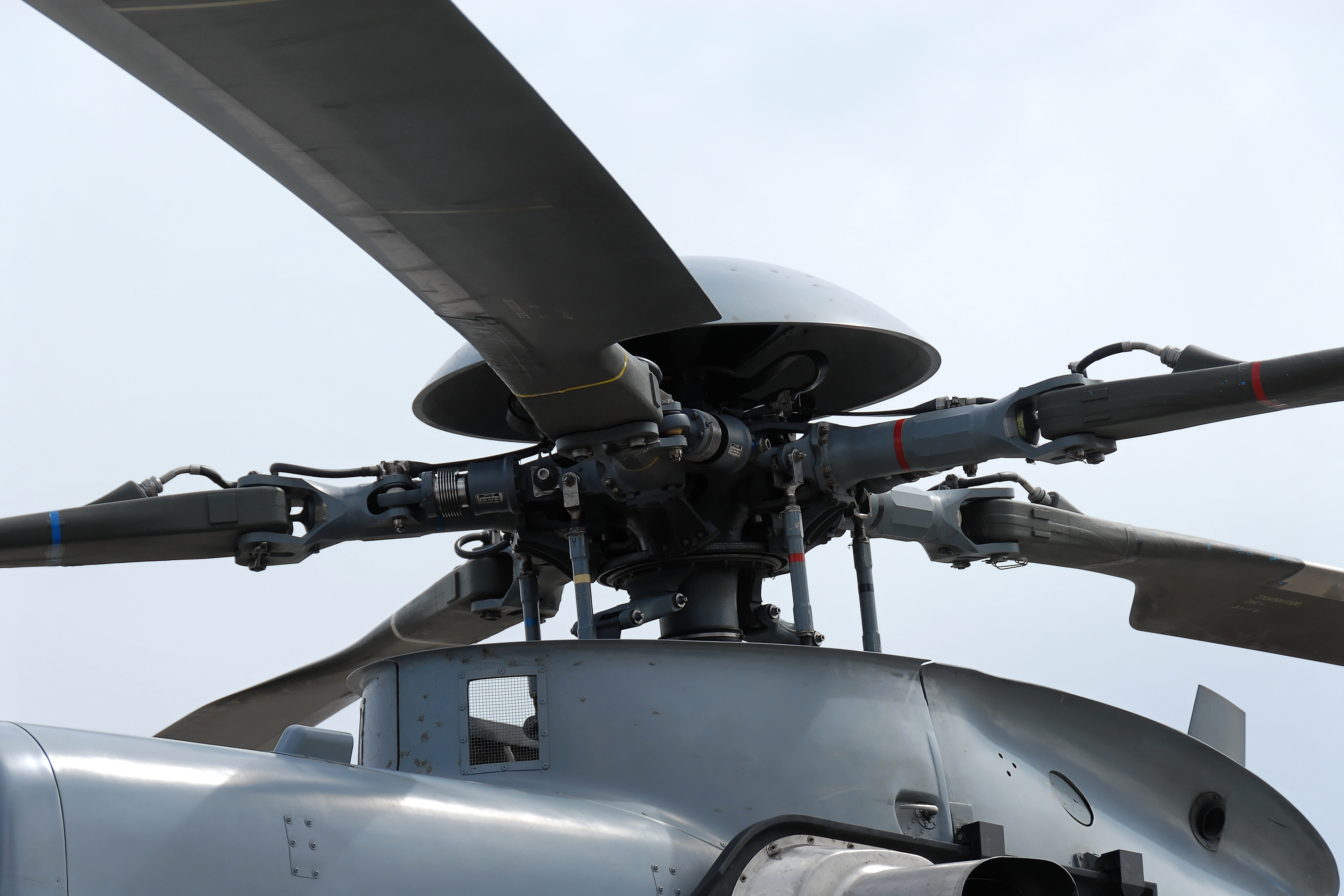
Il rotore dell'Eurocopter Cougar EC-725 MkII al Salone internazionale dell'aeronautica e dello spazio di Parigi-Le Bourget.

La testa di un rotore con i movimenti delle pale comandate dal piatto oscillante.

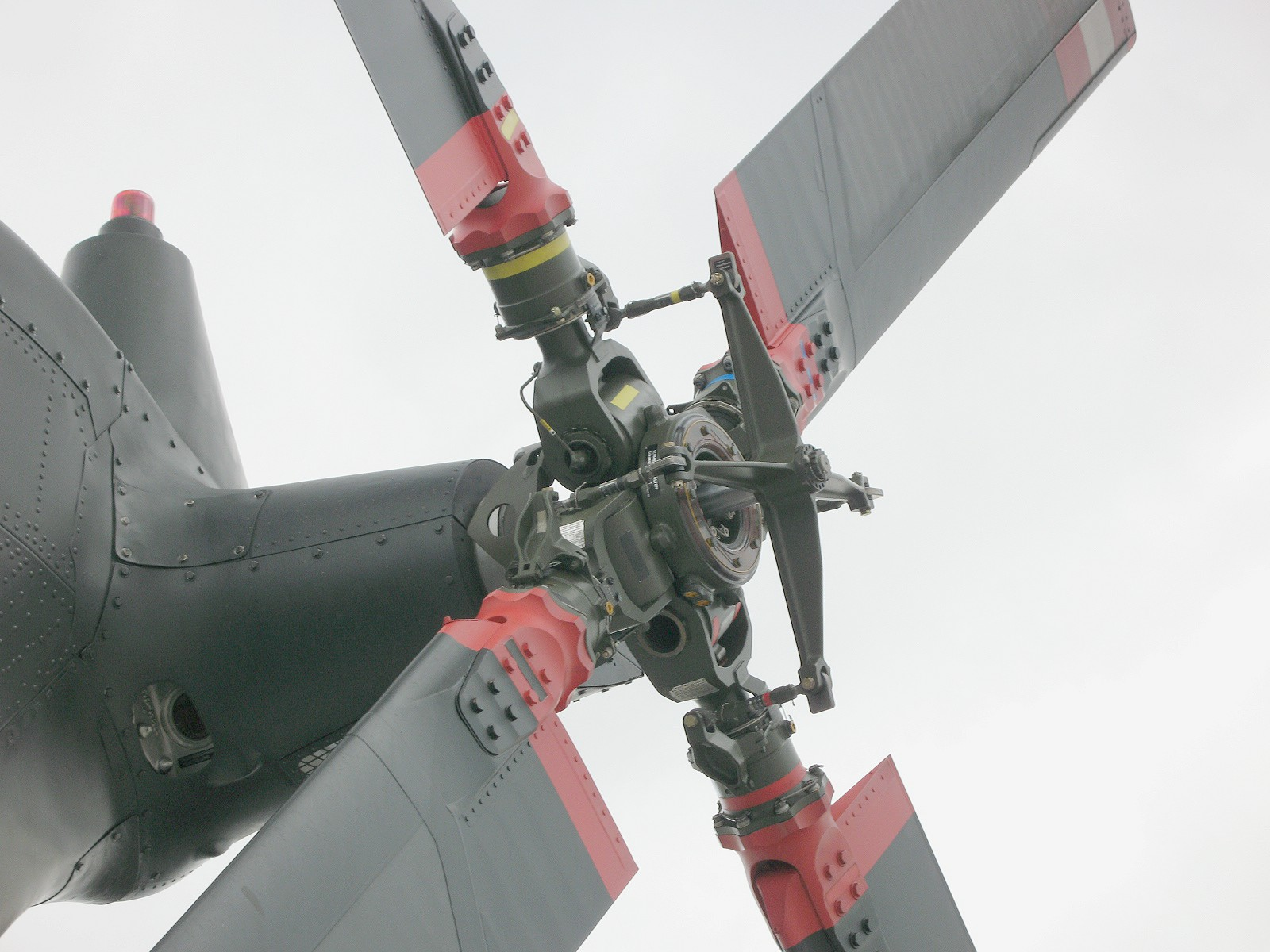
Particolare del rotore di coda di un Sikorsky CH-53G.

Un rotore, in aeronautica, è un elemento meccanico composto da più pale che, mediante rotazione, permette il pilotaggio, la propulsione e il sostentamento di un aerogiro (un elicottero, un autogiro o un elicoplano) o di un convertiplano.
Il rotore è costituito da un mozzo (in inglese "hub") montato (calettato in linguaggio tecnico) su un albero meccanico in rotazione libera o posto in rotazione da motori. Al mozzo vengono applicate due o più pale.
Differisce fondamentalmente da un'elica aeronautica, in quanto quest'ultima genera spinta esclusivamente lungo la direzione di avanzamento dell'aeromobile, mentre i rotori possono generare forze anche in direzioni differenti.
Il rotore per la sua complessità costituisce un sistema fondamentale degli aerogiri. Il sistema rotore comprende anche i sistemi di orientamento delle pale, e in alcuni casi è reso ulteriormente complesso per la presenza di sistemi di ripiegamento pale per il trasporto o immagazzinamento dell'aeromobile, sensori e sistemi di sghiacciamento delle pale.
I rotori caratterizzano in maniera importante gli aeromobili sui quali sono impiegati. Nel tempo ne sono stati messi a punto di diverse tipologie, in risposta a vari e complessi problemi di efficienza e stabilità. Sono state sperimentate moltissime configurazioni e un buon numero di soluzioni differenti è arrivato alla produzione di serie ed è tuttora impiegato.
| Rotori aeronautici | Rotori aeronautici              | Rotori aeronautici              |
| ------------------ | ------------------------------- | ------------------------------- |
| Tipologie          | rotori completamente articolati | rotori completamente articolati |
| Tipologie          | rotori semi-rigidi              |                                 |
| Tipologie          | rotori rigidi                   |                                 |
| Configurazioni     | singolo rotore principale       | rotore di coda convenzionale    |
| Configurazioni     | singolo rotore principale       | rotore di coda intubato         |
| Configurazioni     | singolo rotore principale       | NOTAR                           |
| Configurazioni     | singolo rotore principale       | tip jet                         |
| Configurazioni     | rotori accoppiati               | rotori in tandem                |
| Configurazioni     | rotori accoppiati               | rotori coassiali                |
| Configurazioni     | rotori accoppiati               | rotori intersecantisi           |
| Configurazioni     | rotori accoppiati               | rotori trasversali              |

## Storia ed evoluzione

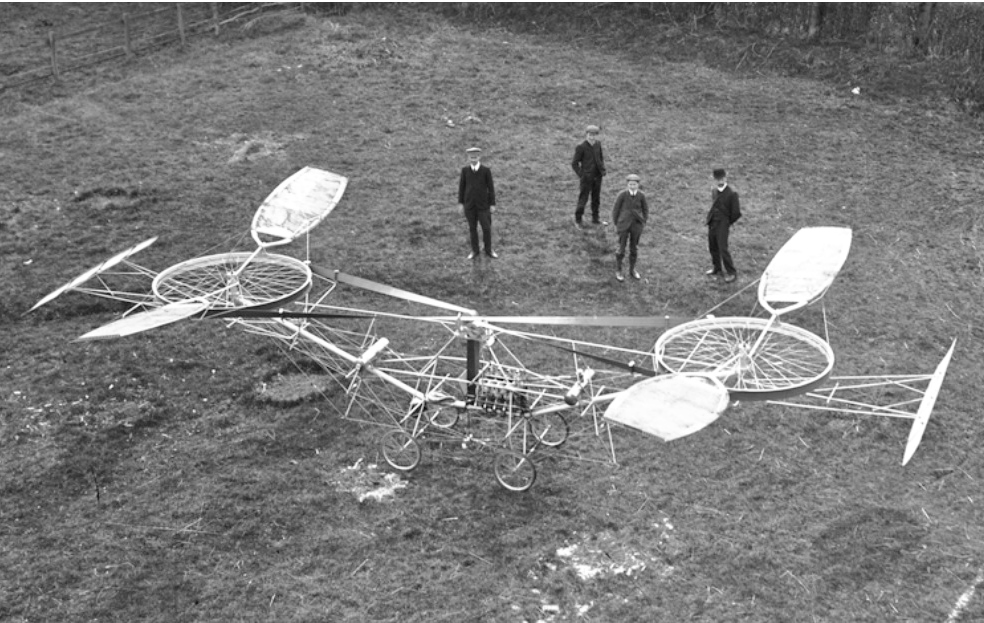
L'elicottero di Paul Cornu del 1907.

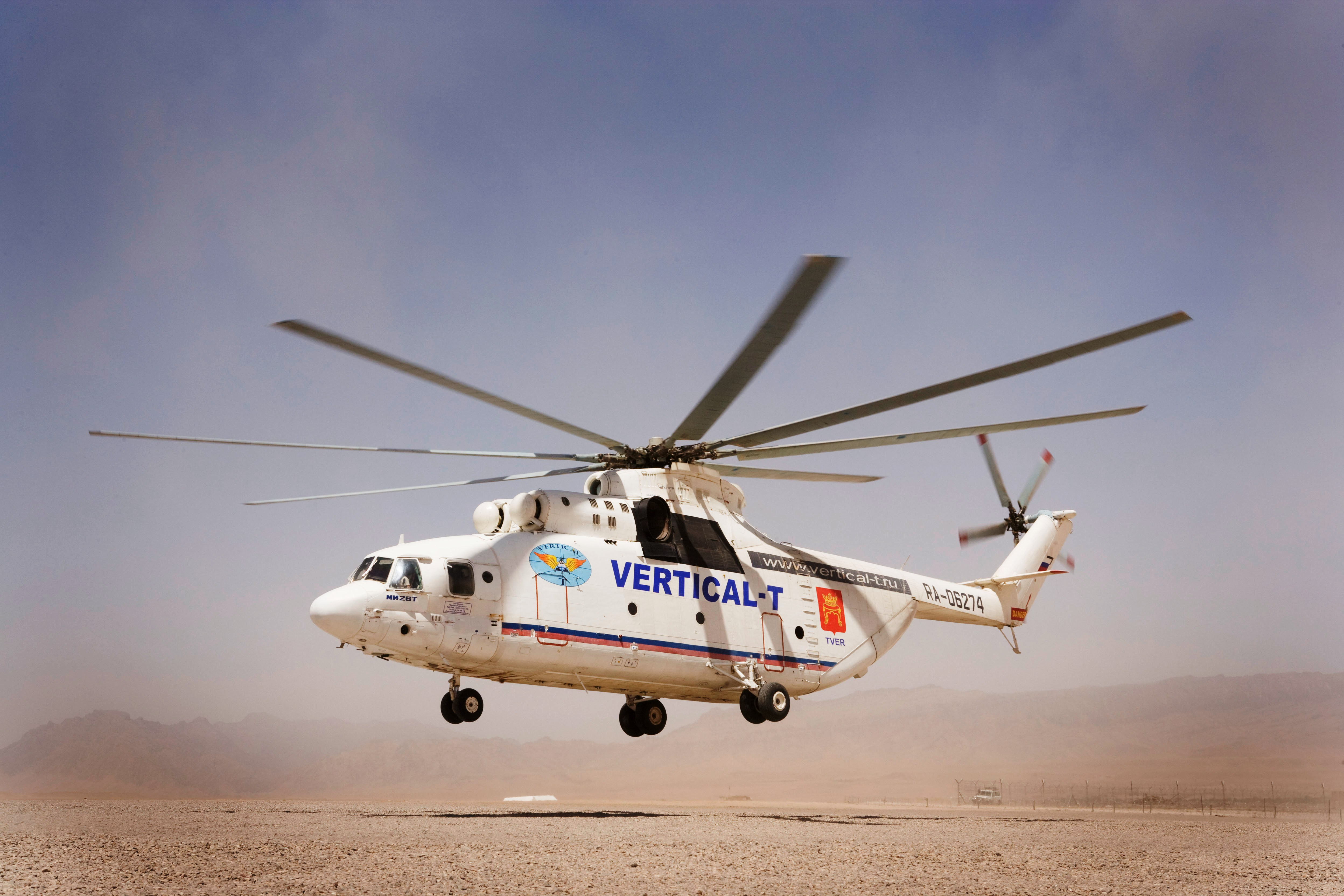
Il Mil Mi-26 con il suo rotore a 8 pale di 32 metri di diametro è l'elicottero con il più grande rotore del mondo prodotto in serie.

Sebbene l'origine del rotore possa essere fatta risalire a Leonardo da Vinci, le macchine volanti basate su ali rotanti non ebbero molto successo pratico prima dello sviluppo degli elicotteri nella metà del XX secolo, essendo afflitte molto più dei primi aeroplani da problemi di controllabilità.
Il 13 novembre 1907 il francese Paul Cornu fu il primo uomo ad effettuare un volo libero controllato su una macchina dotata di rotori, ma in realtà le soluzioni adottate non consentivano di manovrare e il modello venne in seguito abbandonato.
Il problema della incontrollabilità degli aeromobili ad ala rotante venne affrontato dal pioniere degli autogiri Juan de la Cierva negli anni trenta. De la Cierva è considerato il primo ad aver messo correttamente a punto il rotore "completamente articolato" e a pale multiple. Questo tipo di rotore, nella versione con tre pale, fu impiegato nel decennio successivo da Igor Sikorsky sui suoi prototipi di elicottero ed è tuttora vastamente utilizzato.
Negli stessi anni degli sviluppi di de la Cierva, Arthur M. Young aumentò la stabilità del concorrente rotore a due pale, mediante l'introduzione della barra stabilizzatrice. Il rotore a due pale, venne adottato dopo la seconda guerra mondiale da molte aziende che si affacciarono alla competizione per il mercato degli elicotteri, tra cui la Bell Helicopters, ed è tuttora utilizzato sia su modelli operativi che nelle riproduzioni costruite dagli appassionati di modellismo.
Ridimensionata la produzione degli autogiri in corrispondenza del maggiore sviluppo degli elicotteri avviato negli anni cinquanta, i rotori introdussero nuovi accorgimenti, principalmente nell'ottica di migliorare le prestazioni degli aeromobili dove venivano impiegati. Già Igor Sikorsky individuò nelle vibrazioni la sfida da affrontare e pensò di risolverla mantenendo accuratamente uguali i pesi delle pale su uno stesso elicottero. Le pale dei primi modelli Sikorsky venivano prodotte specificamente per il modello dove dovevano venire installate e il cambio di una pala in esercizio comportava la necessità di cambiare tutte le altre. Un'importante evoluzione in tal senso fu introdotta dalla Piasecki Helicopter negli stessi anni. Frank Piasecki, il secondo americano a far volare un elicottero, sperimentò che più importante del peso era l'equilibratura dinamica delle pale montate sullo stesso aeromobile e più precisamente era necessario mantenere allineati tra loro i baricentri delle differenti pale per diminuire le vibrazioni. Il Piasecki PV-2 che volò la prima volta nel 1943, fu il primo elicottero a utilizzare un rotore con pale innovative dotate di pesi di regolazione da utilizzare per il bilanciamento dinamico. Un ulteriore importante accorgimento, divenuto più praticabile grazie alla semplificazione nelle regolazioni, fu quello di calibrare le pale affinché il baricentro risultasse più esterno rispetto al centro di pressione dove si applica la portanza. In questo modo le perturbazioni durante la rotazione vengono smorzate a tutto vantaggio della diminuzione delle vibrazioni.
Avviata negli anni sessanta la produzione di serie di elicotteri negli Stati Uniti, in Europa e nell'allora Unione Sovietica, i rotori vennero interessati da miglioramenti tecnologici nei materiali delle pale, del mozzo e dei componenti, più che dalla introduzione di architetture radicalmente nuove. L'aumento di prestazioni, unito con la richiesta della diminuzione delle vibrazioni trasmesse alla struttura degli elicotteri, si è nel tempo ottenuto con la realizzazione di rotori di dimensioni sempre crescenti e con l'aumento del numero di pale, dotate di profili aerodinamici sempre più ottimizzati, messi a punto con i moderni sistemi di simulazione e calcolo. Un esempio di questa evoluzione viene dal rotore del russo Mil Mi-26 del 1977, che con 32 metri di diametro è il più grande rotore del mondo avviato in produzione di serie e il primo e unico a 8 pale.
Un altro stimolo all'evoluzione dei rotori giunse negli anni ottanta dalle applicazioni militari per gli elicotteri d'attacco. Pur non discostandosi dalla architettura degli elicotteri convenzionali, particolari accorgimenti di protezione e irrobustimento sono stati presi per elicotteri come lo Hughes AH-64 Apache e gli equivalenti degli altri costruttori. Questo tipo di elicotteri ha rotori progettati specificamente per resistere al fuoco di armi con proiettili fino al calibro 12,7 mm e in alcune parti anche più potenti.
Un altro requisito militare che ha comportato l'introduzione di dispositivi particolari nei rotori è stato quello del ripiegamento delle pale per l'immagazzinamento (in inglese "folding"). Molti modelli di elicottero per uso terrestre e quasi tutti quelli da impiego navale, hanno rotori dotati di accorgimenti o dispositivi elettrici o idraulici per ripiegare rapidamente le pale per occupare meno spazio. Il ripiegamento può avvenire in modo manuale con l'assistenza del personale di terra o in modo completamente comandato a distanza dall'equipaggio.

## Problematiche tecniche

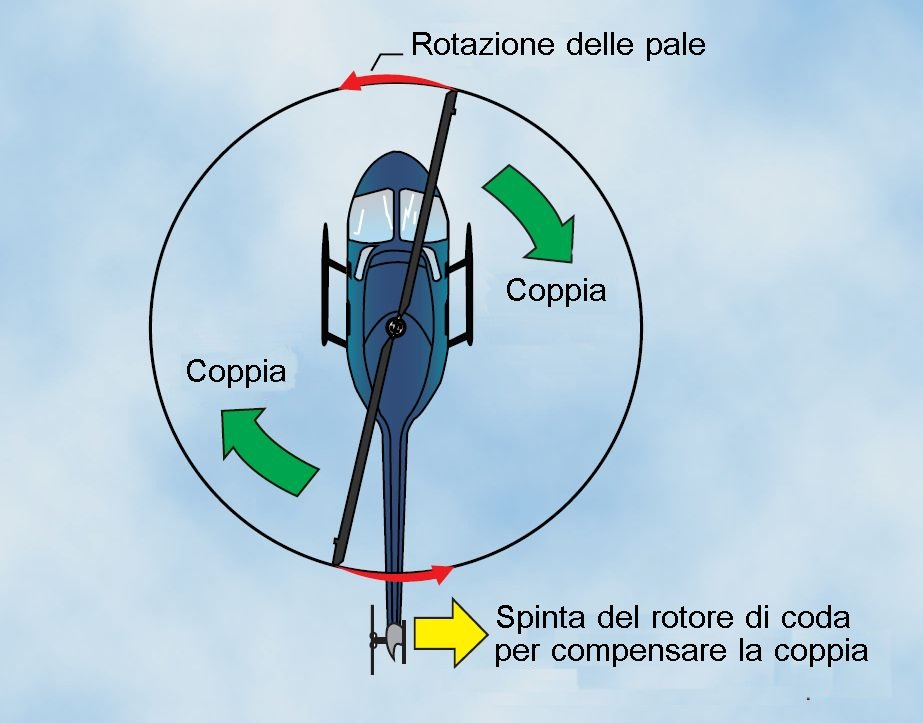
Compensazione delle coppie che agiscono su un elicottero

### La coppia di reazione
Alcuni modelli di elicotteri o elicoplani per generare la portanza e la spinta necessaria, utilizzano un solo rotore principale messo in rotazione dal gruppo motori. A causa della legge di conservazione del momento angolare, questa configurazione crea una coppia che porterebbe a un rotazione nel senso contrario della fusoliera per reazione. Per contrastare questa coppia, vengono adottati, nella maggior parte dei casi ed in aggiunta al rotore principale, rotori di dimensioni minori posti in coda lungo direzioni perpendicolari. In queste configurazioni si preferisce distinguere tra rotore principale e rotori di coda. In alternativa, si possono progettare aeromobili con coppie di rotori principali che ruotano in senso opposto. Con questo accorgimento, la coppia generata da un rotore viene compensata dall'altro, cancellando la tendenza a rotazioni indesiderate.
Una più recente soluzione, adottata da molti costruttori, è il sistema notar che al piccolo rotore di coda sostituisce una emissione di gas in grado di controllare la direzione del velivolo con alcune caratteristiche che determinano la scelta o meno di questa tecnologia.

### Il flappeggio

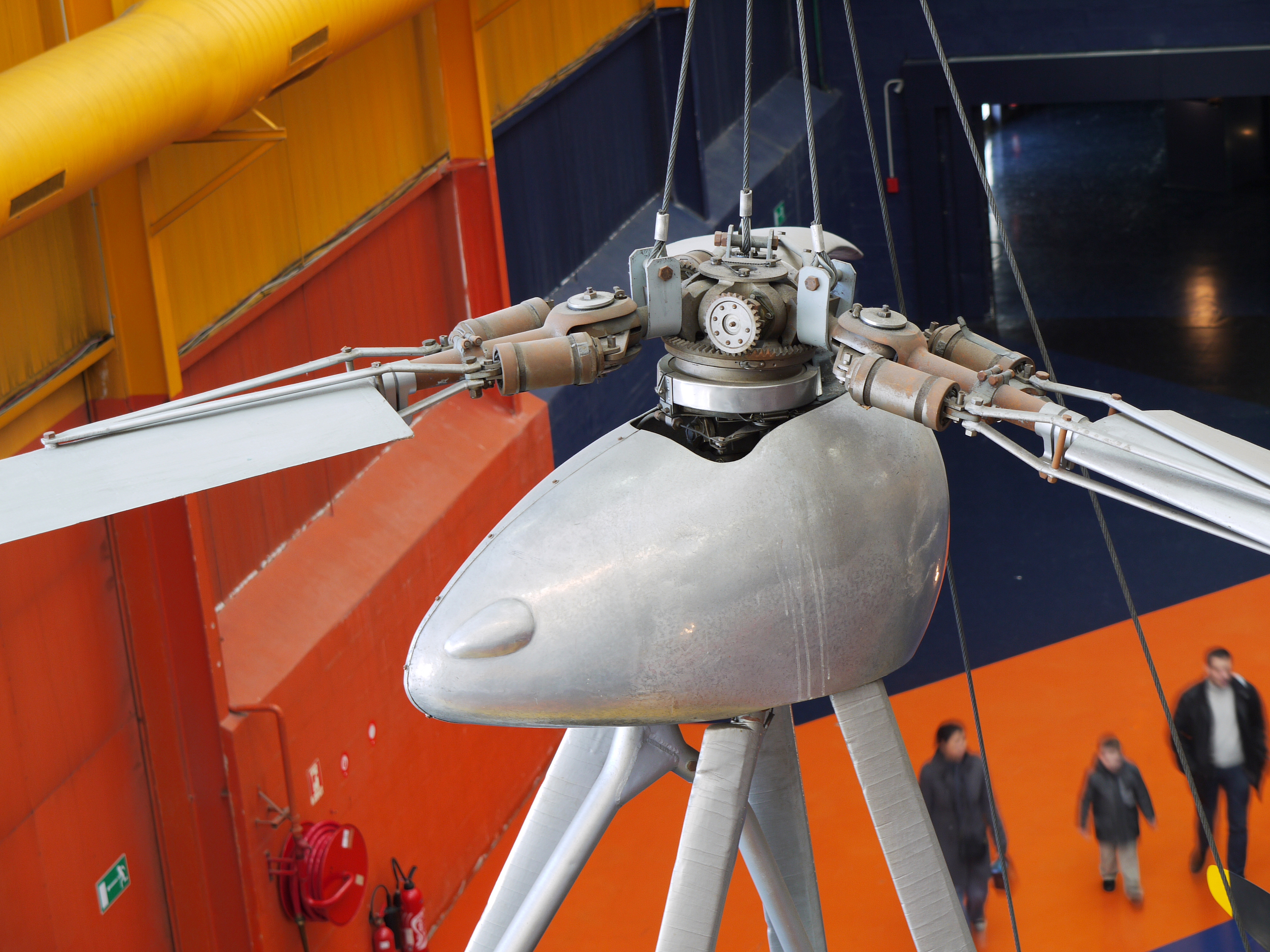
Rotore di un autogiro Leo C302 Lioré et Olivier
costruito nel 1936 su licenza la Cierva.

Il pioniere dell'aviazione Juan de la Cierva, inventore dell'autogiro, durante gli anni venti, costruì dei prototipi in scala ridotta per provare la sua invenzione. Dopo aver ottenuto risultati promettenti, costruì un prototipo di dimensioni reali. Poco prima del primo decollo, il suo primo autogiro ebbe un rollio imprevisto e si distrusse. Credendo che l'incidente fosse dovuto a un'improvvisa raffica di vento, de la Cierva lo ricostruì ottenendo di incorrere in un incidente quasi identico. Questi episodi portarono il progettista ad analizzare nuovamente le esperienze precedenti e a chiedersi il perché i piccoli modelli volavano senza problemi, mentre quelli grandi no.
De la Cierva comprese che la pala che avanzava su un lato, creava una portanza maggiore di quella della pala dall'altro lato, che si muoveva in direzione opposta a quella di avanzamento dell'aeromobile, e ciò generava un momento meccanico lungo l'asse di rollio. I modelli in scala erano stati costruiti con un materiale flessibile, il rattan, una palma dalla quale si ricavano fibre. Le pale del modello in scala ridotta eliminavano le cause che generavano il rollio indesiderato, poiché grazie alle loro caratteristiche naturali di flessibilità, potevano andare su e giù come ali di uccello liberamente (in inglese flapping) e compensavano la dissimmetria di portanza. De la Cierva concluse che i mozzi che aveva utilizzato per i prototipi in scala reale, realizzati in acciaio, erano troppo rigidi e introdusse delle cerniere di "flappeggio" (in inglese "flapping hinges").

### Il brandeggio

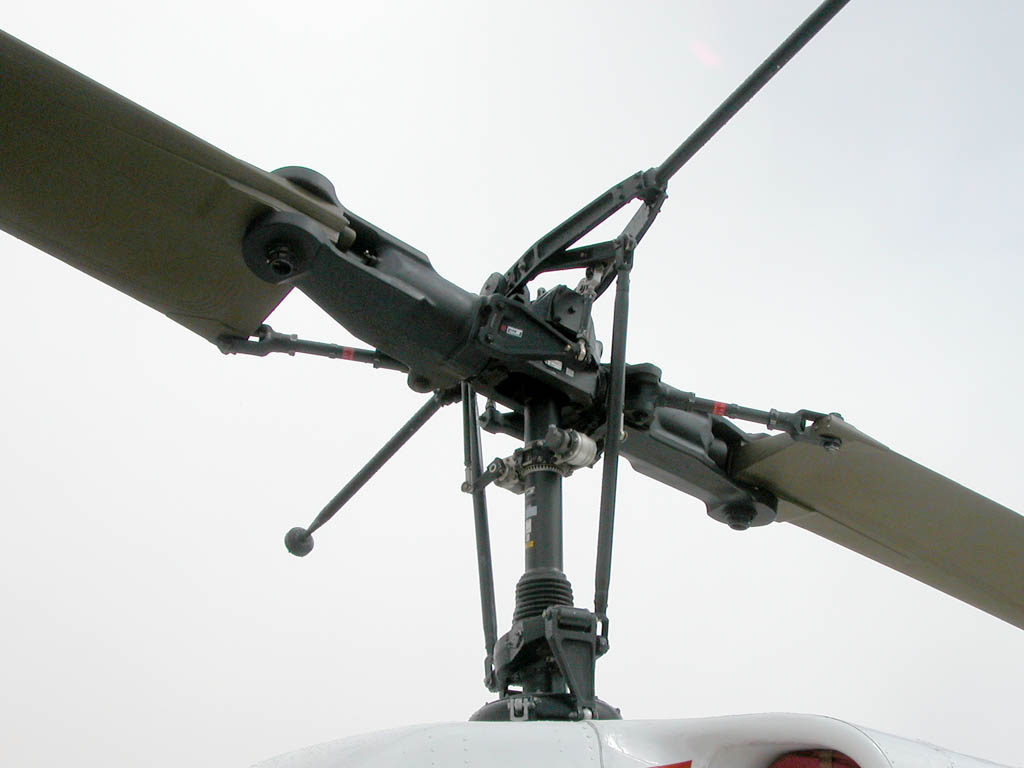
Rotore principale di un elicottero Bell 212/HH-1N. È ben visibile l'ammortizzatore lag dumper, evidenziato da una fascia rossa e la cerniera verticale con la quale le pale di colore marrone si attaccano alla parte metallica della testa del rotore.

Le cerniere di flappeggio risolsero il problema del rollio indesiderato, ma creavano una sollecitazione laterale sul mozzo, in quanto il baricentro del sistema delle pale si muoveva in conseguenza delle oscillazioni. A causa della legge di conservazione del momento angolare, le pale acceleravano e deceleravano a seconda che il loro centro di gravità si muovesse verso l'interno o verso l'esterno, come accade a un pattinatore sul ghiaccio quando allarga o stringe le braccia. Il movimento con terminologia inglese viene chiamato alternativamente "lead lag", "lag", "dragging" o "hunting", in italiano brandeggio. De la Cierva utilizzò dei dischi di frizione per ridurre le sollecitazioni meccaniche alla testa dei rotori, mentre attualmente si utilizzano prevalentemente delle cerniere verticali (drag hinge) con degli ammortizzatori (lag dampers) per smorzare le oscillazioni.

## Tipologie di rotori
In generale, un rotore può essere differentemente classificato in funzione della soluzione adottata per consentire il flappeggio delle pale. I rotori si distinguono in:
- completamente articolato
- semi-rigido
- rigido.

### Rotori completamente articolati

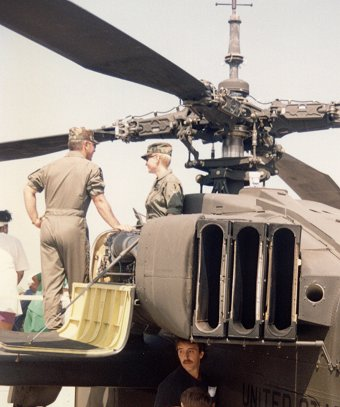
Il rotore completamente articolato dello Hughes AH-64 Apache.

Un rotore completamente articolato è realizzato con tre o più pale. Ogni pala è libera di ruotare e oscillare verso l'alto o il basso indipendentemente dalle altre. In parte, ogni pala può anche avanzare o retrocedere rispetto alle altre.
Ogni pala è collegata al mozzo del rotore tramite una cerniera, detta "cerniera di flappeggio", che permette oscillazioni libere e indipendenti verso l'alto o il basso. La cerniera può essere posta a differenti distanze dal centro del rotore e ve ne possono essere più d'una. La posizione viene scelta da ogni costruttore in base a fattori di miglioramento della stabilità e del controllo.
Le pale sono collegate al rotore anche mediante una cerniera verticale detta "cerniera di arretramento" o "cerniera di ritardo" o anche "cerniera di brandeggio" ("drag o lag hinge") che consente in parte ad ogni pala, indipendentemente dalle altre, di avanzare o retrocedere lungo il piano disegnato dal disco del rotore. Normalmente vengono installati degli ammortizzatori per evitare eccessivi spostamenti in questa direzione. Lo scopo di questo sistema cerniera-ammortizzatore è di assorbire le accelerazioni e decelerazioni ( "effetto Coriolis" ) delle pale nel corso della rotazione.
Le pale dei rotori completamente articolati possono anche ruotare lungo il loro asse, ovvero cambiare angolo di incidenza con lo scopo di generare la portanza necessaria al sostentamento dell'aeromobile.

### Rotori semi-rigidi

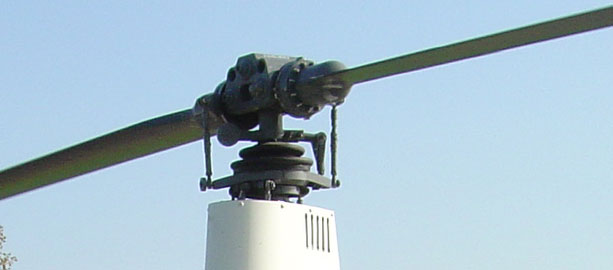
Il rotore semi-rigido di un Robinson R22.

Un rotore semi-rigido consente due movimenti differenti: il flappeggio e il cambio di angolo di incidenza. Questo sistema è normalmente costituito da due pale rigidamente connesse al mozzo del rotore. Il mozzo è a sua volta collegato all'albero del rotore con una cerniera basculante ("teetering hinge"). Questa struttura consente alle pale di "flappeggiare altalenando": quando una pala oscilla verso il basso, l'altra oscilla verso l'alto (configurazione "see-saw" in inglese). La rotazione lungo l'asse longitudinale avviene tramite le bielle controllate dal piatto oscillante, che comandano la variazione dell'angolo di incidenza in base a quanto richiesto dai comandi di volo.

#### Barra stabilizzatrice

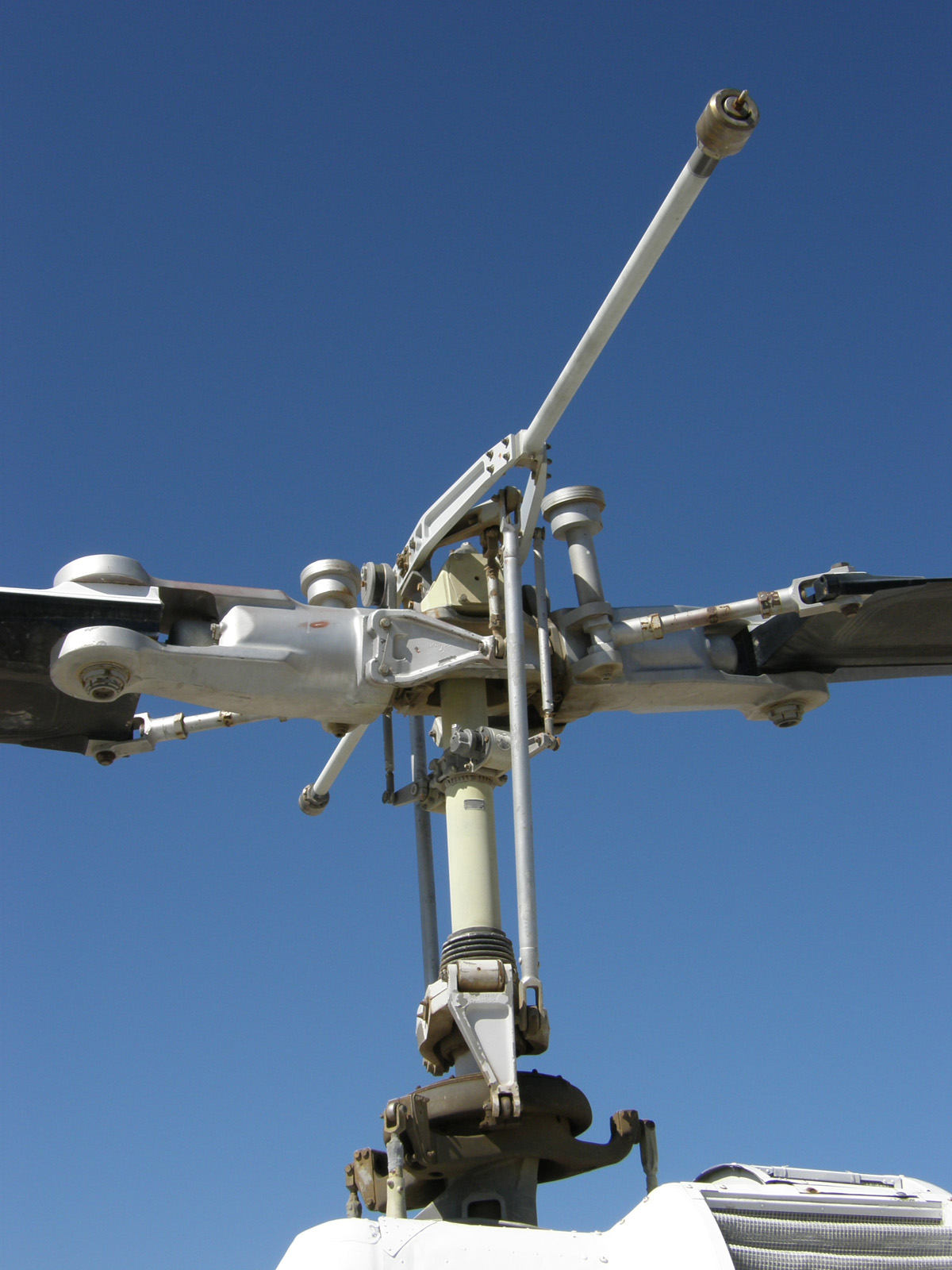
La barra stabilizzatrice di un Bell 204.

Un importante passo avanti per la adozione pratica dei rotori semi-rigidi si ebbe grazie agli studi di Arthur M. Young. Questo inventore, dopo aver messo a punto da solo alcune soluzioni per la stabilità degli elicotteri, propose nel 1941 alla Bell, allora produttrice di aerei, i risultati delle sue sperimentazioni. Young intuì che la stabilità di un rotore a due pale poteve essere aumentata in maniera significativa con l'aggiunta di uno stabilizzatore costituito da una barra con dei pesi posti alle estremità, posta perpendicolare alle due pale.
La barra, grazie ai contrappesi ruota secondo una traiettoria relativamente stabile nel piano di rotazione del rotore ed essendo collegata con il piatto oscillante, riduce le anomalie nel moto di questo. I rotori a due pale sono meno soggetti ai fenomeni legati con il flappeggio e brandeggio, in quanto le pale possono oscillare in su o in giù come un corpo solo e non necessitano di cerniere anti lag, in quanto è tutto il rotore che rallenta o accelera nel corso della rotazione.
I rotori a due pale sono quindi i più semplici da realizzare in quanto richiedono un'unica cerniera basculante e due cerniere per consentire il modesto fenomeno del "coning", la sollevazione di entrambe le pale verso l'alto all'aumentare della velocità del rotore. La configurazione è conosciuta sotto diversi nomi, tra cui "pannelli Hiller", sistema Hiller ", "sistema Bell-Hiller" (nella configurazione a smorzamento aerodinamico) e sistema a barra stabilizzatrice o "flybar" o "Bell stabilising bar" in inglese, per la configurazione classica con smorzatore viscoso.
Negli elicotteri fly-by-wire o radiocomandati, la barra stabilizzatrice può essere sostituita da un computer con giroscopi e un sensore per l'effetto Venturi, rendendo il rotore in assenza di flybar più facile da riconfigurare.
Esempi di elicotteri con rotori semi-rigidi a due pale sono il Robinson R22, molti elicotteri della Bell quali il Bell 206, il Bell UH-1 Iroquois e l'AH1 Cobra. La configurazione semi-rigida è adottata anche in molti rotori di coda.

##### Teoria aerodinamica
La barra stabilizzatrice possiede una dinamica di flappeggio simile a quella delle pale medesime. Essa è collegata al comando del passo ciclico, agendo quindi direttamente su di esso, nonché a uno smorzatore (necessario ove le masse non siano foggiate a mo' di profilo alare per indurre uno smorzamento aerodinamico). La dinamica effettiva di risposta del dispositivo in questione a una velocità di beccheggio a cabrare (convenzionalmente q maggiore di zero nel 99% della letteratura di meccanica e dinamica del volo) consiste in un moto di flappeggio in avanti (verso l'anomalia di 180 gradi-nord del pilota-) e a destra (90°-est del pilota-) che si somma a una dinamica del Tip Path Plane (TPP) che vede quest'ultimo ruotare in avanti e a sinistra (270°-ovest del pilota-). Dunque la barra induce una rotazione del TPP maggiore in avanti (agendo sulla derivata di smorzamento m_q, nel senso di aumentarla in modulo, essendo essa negativa) e contrastando la rotazione a sinistra propria del TPP. In questo modo il pilota dando un comando a cabrare non sarà costretto a compensare la naturale tendenza del piano disco (altro modo per indicare il TPP) a inclinarsi verso sinistra. I rotori a due pale non presentano cerniere di ritardo in quanto il fenomeno delle forze di Coriolis indotte dal flappeggio che porta all'introduzione delle cerniere di ritardo, viene contrastato con un accorgimento noto come "undersling" che porta tali forze a bilanciarsi tra di loro.

### Rotori rigidi

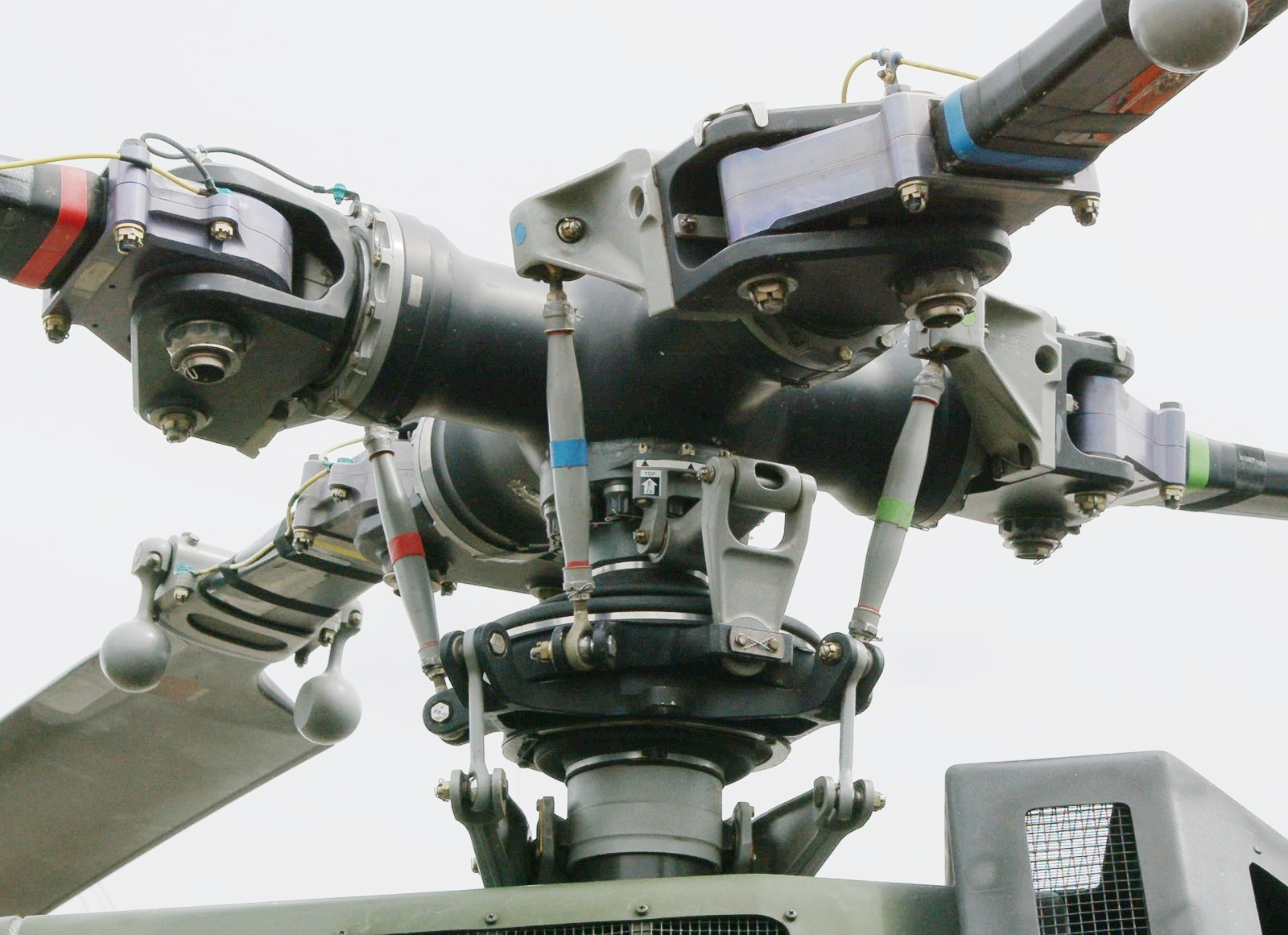
Il rotore rigido del Bölkow Bo 105, manca completamente delle cerniere di flappeggio e degli ammortizzatori di dragging.

I rotori rigidi sono semplici dal punto di vista meccanico, ma tecnologicamente complessi, in quanto le sollecitazioni durante il funzionamento devono essere assorbite dal materiale con il quale sono costruite le pale e non tramite cerniere. In queste configurazioni, le pale effettuano il flappeggio oscillando verso l'alto o il basso grazie alla propria flessibilità.
Esempi di elicotteri con rotori rigidi sono il Bölkow Bo 105, il derivato Eurocopter BK-117, il Westland Lynx, l'Eurocopter Tiger e l'HAL Dhruv, tutti in grado di compiere manovre acrobatiche.

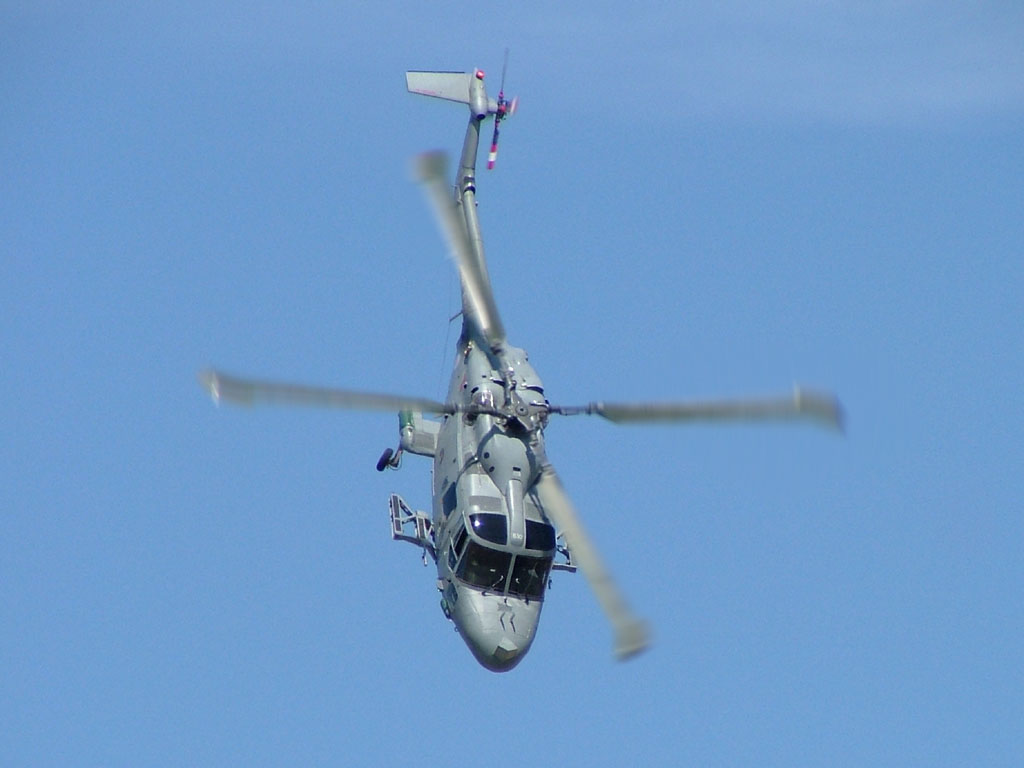
Westland Lynx HAS3 della pattuglia acrobatica dei Black Cats della Royal Navy alla manifestazione RIAT 2005.
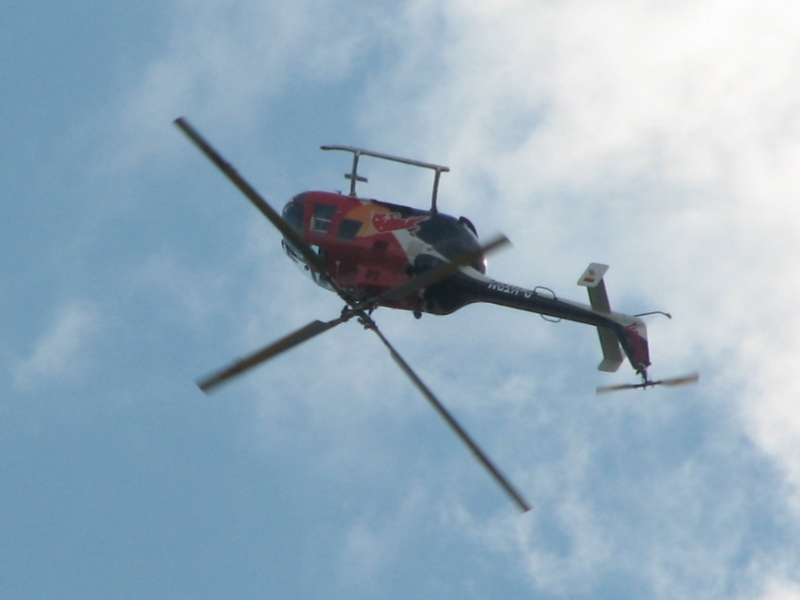
Bölkow Bo 105 in volo rovesciato.
- Esibizione acrobatica di un Eurocopter Tiger.

### Schema della testa del rotore
La testa del rotore è un robusto mozzo con i punti di attacco e i collegamenti meccanici in grado di controllare l'inclinazione delle pale.
Per consentire la generazione di una spinta, l'inclinazione delle pale del rotore principale deve essere variata secondo un determinato ciclo nel corso di una rotazione completa. Nello stesso tempo, le pale devono assumere collettivamente un'inclinazione proporzionale alla intensità delle forze che si desiderano generare. Queste variazioni di inclinazione, sono controllate inclinando o sollevando il piatto oscillante mediante i comandi di volo.
Il piatto oscillante è costituito da due dischi (o "piatti") concentrici: un piatto ruota insieme all'albero principale, mosso dalla trasmissione principale, l'altro piatto non ruota. Il piatto rotante è collegato alle singole pale mediante aste e bielle. Il piatto non rotante può venire mosso mediante aste collegate ai comandi di volo che prendono il nome di "comando ciclico" e "comando collettivo". Il piatto oscillante nel suo complesso può essere mosso verticalmente o inclinato. Il piatto fisso controlla il piatto rotante, che a sua volta controlla l'inclinazione della singola pala.

Piatto oscillante in posizione neutra.
Piatto oscillante in posizione rialzata corrispondente al comando collettivo delle pale. Si noti il cambio di inclinazione delle pale.
Piatto oscillante in posizione inclinata corrispondente ad un comando ciclico delle pale. Si noti il cambio di inclinazione delle pale durante la rotazione.

## Configurazioni
La maggior parte degli elicotteri ha un singolo rotore principale. Questa architettura richiede che venga risolto il fenomeno della coppia di reazione. Il problema di norma viene risolto con un rotore supplementare con pale a incidenza variabile che prende il nome di rotore anticoppia o rotore di coda. Questa configurazione è stata realizzata per la prima volta da Igor Sikorsky per il Vought-Sikorsky VS-300 il cui primo volo avvenne il 13 maggio 1940. Il modello servì da base per i successivi progetti di Sikorsky che successivamente vennero avviati alla produzione di serie. Esistono comunque soluzioni alternative per compensare la tendenza a girare per reazione. È da notare che negli autogiri, poiché il rotore non è messo in rotazione da un motore, non si ha generazione di coppia indesiderata, ugualmente non si crea coppia con progetti che si basano sulla pressione di aria espulsa dalla estremità delle pale. Altri costruttori hanno progettato macchine volanti dotate di più rotori e tra le realizzazioni costruttive si possono distinguere in:
- singolo rotore principale
- rotori accoppiati.

### Singolo rotore principale
Per contrastare la coppia nelle configurazioni con un solo rotore principale, devono essere utilizzati degli accorgimenti caratterizzati da una sufficiente flessibilità e riserva di potenza per consentire all'elicottero di mantenere la rotta e il controllo lungo l'asse di imbardata. I sistemi di reazione anti-coppia più diffusi modernamente sono:
- rotore di coda convenzionale
- rotore di coda intubato (noti con il nome commerciale Fenestron o Fantail)
- NOTAR[14]

#### Rotore di coda convenzionale

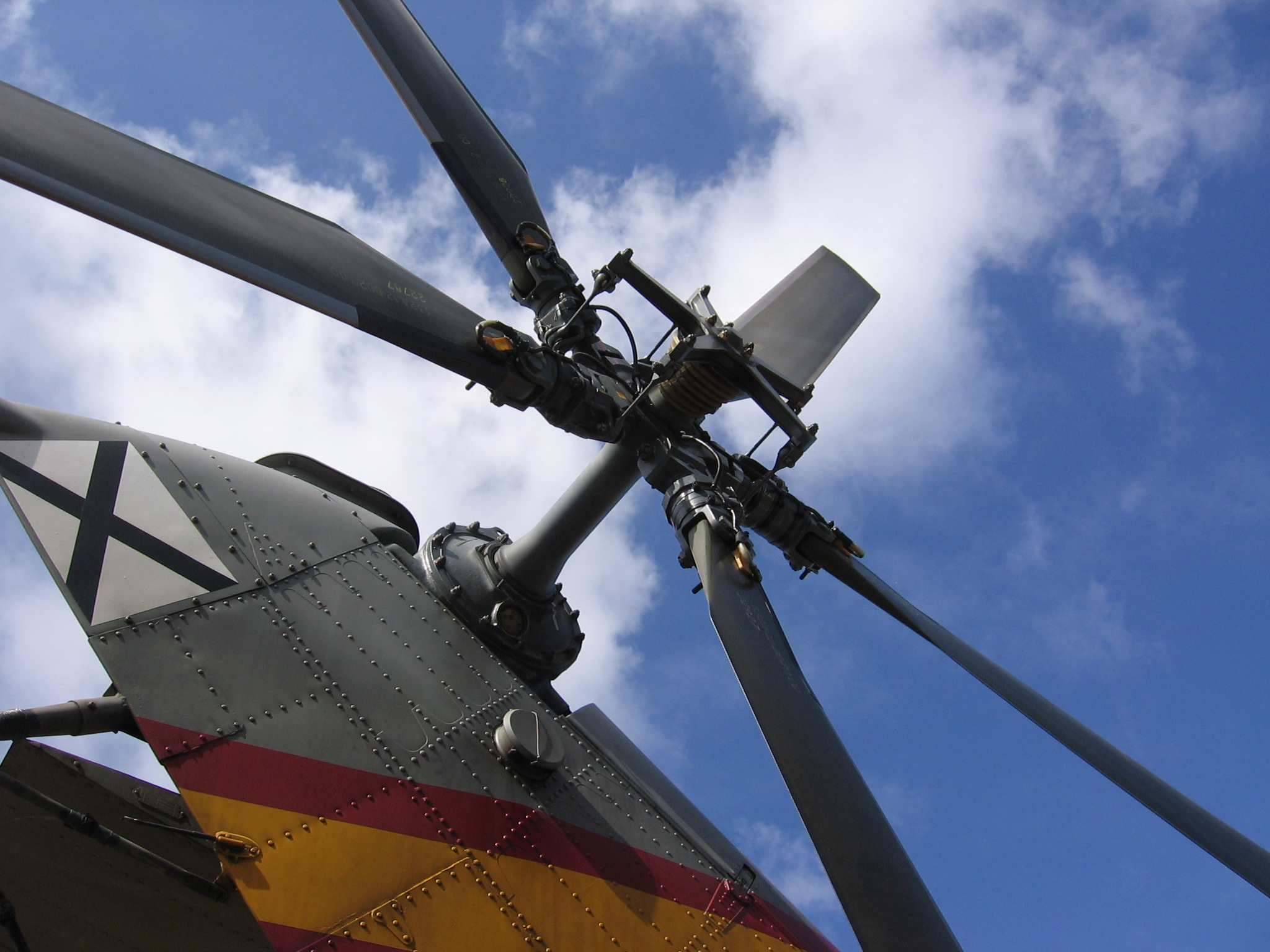
Rotore di coda di un SA 330 Puma

I rotori di coda sono rotori di dimensioni minori rispetto ai principali montati verticalmente o quasi lungo la verticale. Sono in generale più semplici dei rotori principali, poiché vengono loro richiesti solo cambiamenti della spinta, ottenibili semplicemente cambiando l'incidenza delle pale. Viene pertanto utilizzato un piatto oscillante con bielle per il solo controllo collettivo delle pale. I rotori di coda a due pale, per risolvere il problema del flappeggio, utilizzano spesso una sola cerniera oscillante al posto della più complessa configurazione completamente articolata con le cerniere di flappeggio utilizzata nei rotori principali.
Vengono messi in rotazione tramite un albero calettato alla trasmissione principale collegato meccanicamente a una o più scatole di ingranaggi montate nella coda. L'albero di trasmissione può essere realizzato in un unico pezzo o suddiviso in parti più corte, mantenute unite con giunti flessibili che conferiscono flessiblità simile a quella della trave di coda dove l'albero è installato. Le scatole di ingranaggi nella coda sono necessarie a causa dell'angolo formato dal rotore di coda rispetto alla fusoliera dell'elicottero e possono essere progettate per regolare la velocità di rotazione che è solitamente diversa da quella del rotore principale. Sui modelli di elicottero più grandi, viene utilizzata una scatola di ingranaggi intermedia tra la base e la sommità della deriva dove risiede il rotore anticoppia.

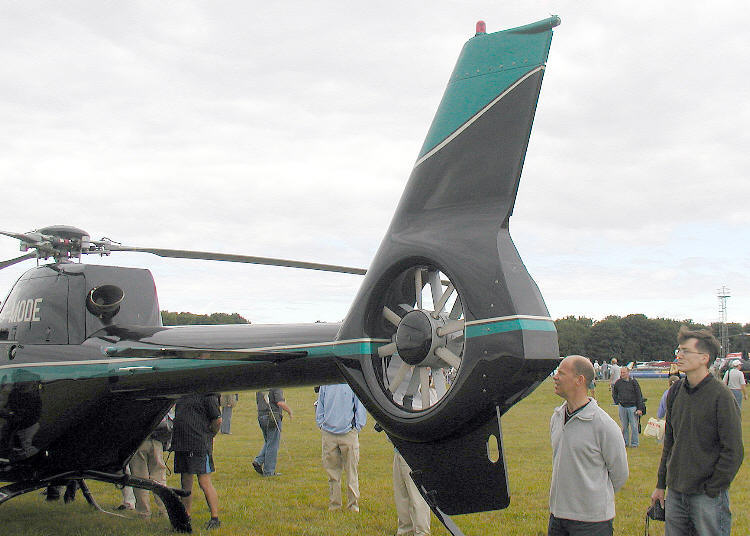
Il fenestron dell'EC 120B.

#### Rotore di coda intubato
Un altro tipo di rotore anticoppia è il "rotore intubato" ("fan-in-tail" o "fan-in-fin" in inglese). Questo sistema utilizza tra le 8 e le 18 pale fatte ruotare in una cavità ricavata nella deriva dell'elicottero. Le pale sono disposte secondo un complesso schema irregolare con lo scopo di distribuire il rumore su un più vasto spettro di frequenze, diminuendo la percezione da parte dell'orecchio umano.
La posizione riparata previene dagli urti con ostacoli ed è più sicura nei confronti delle persone presenti nell'area di decollo e atterraggio. La protezione offerta dalla struttura dell'elicottero consente velocità maggiori per questi rotori che possono avere dimensioni più piccole rispetto a quelli convenzionali.
Questo tipo di rotore è stato avviato alla produzione in serie per la prima volta dalla Sud Aviation, poi Aérospatiale, quindi Eurocopter e adesso Airbus Helicopters con il marchio registrato Fenestron.
Il Fenestron fu utilizzato per la prima volta alla fine degli anni sessanta sul secondo prototipo del Sud Aviations SA 340 poi evolutosi nell'SA 341 Gazelle.
Un rotore intubato, denominato Fantail, era previsto anche per il Boeing-Sikorsky RAH-66 Comanche per diminuire la traccia radar, in base al requisito stealth emesso dall'United States Army per un elicottero d'attacco di nuova generazione, in seguito cancellato nel 2004.

#### NOTAR

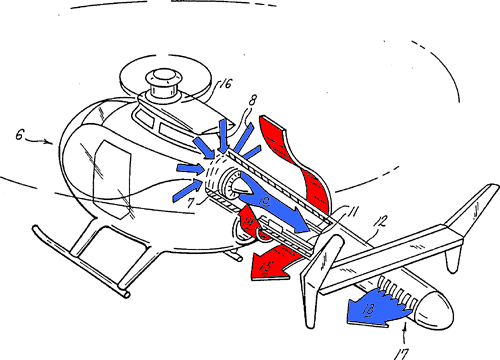
Diagramma che mostra il movimento dell'aria attraverso il sistema NOTAR.

NOTAR, è un acronimo per NO TAil Rotor (no rotore di coda). Si tratta di un sistema alternativo che elimina l'utilizzo del rotore di coda su un elicottero. Sebbene il dispositivo abbia dovuto perfezionarsi nel corso del tempo, il principio del Notar è in teoria semplice e funziona in modo del tutto simile ad un'ala che sfrutta l'effetto Coandă Una ventola a passo variabile messa in rotazione dalla trasmissione principale, è installata nella parte iniziale della fusoliera e forza aria a bassa pressione che fuoriesce attraverso delle feritoie poste su un lato della trave di coda. La depressione che viene a crearsi, richiama il flusso d'aria prodotto dal rotore principale a lambire la struttura opportunamente sagomata e ciò genera una portanza che può essere impiegata per contrastare l'effetto della coppia di rotazione. La portanza generata è proporzionale al flusso d'aria del rotore principale che è a sua volta in relazione con la coppia indesiderata, pertanto gli effetti si compensano. Il sistema prevede anche delle alette stabilizzatrici e un getto d'aria addizionale (detto "thruster") che può essere utilizzato per controllare l'imbardata, cioè la direzione che assume la coda. Lo sviluppo del Notar risale al 1975 quando iniziò la messa a punto portata avanti dalla Hughes Helicopters Nel dicembre del 1981 effettuò il primo volo l'OH-6A il primo elicottero con il sistema NOTAR. Attualmente sono in produzione tre modelli di elicotteri che utilizzano il NOTAR, tutti della MD Helicopters. Anche questo sistema anti-coppia è più sicuro nei confronti delle persone presenti nell'area di decollo e atterraggio.

#### Tip jet

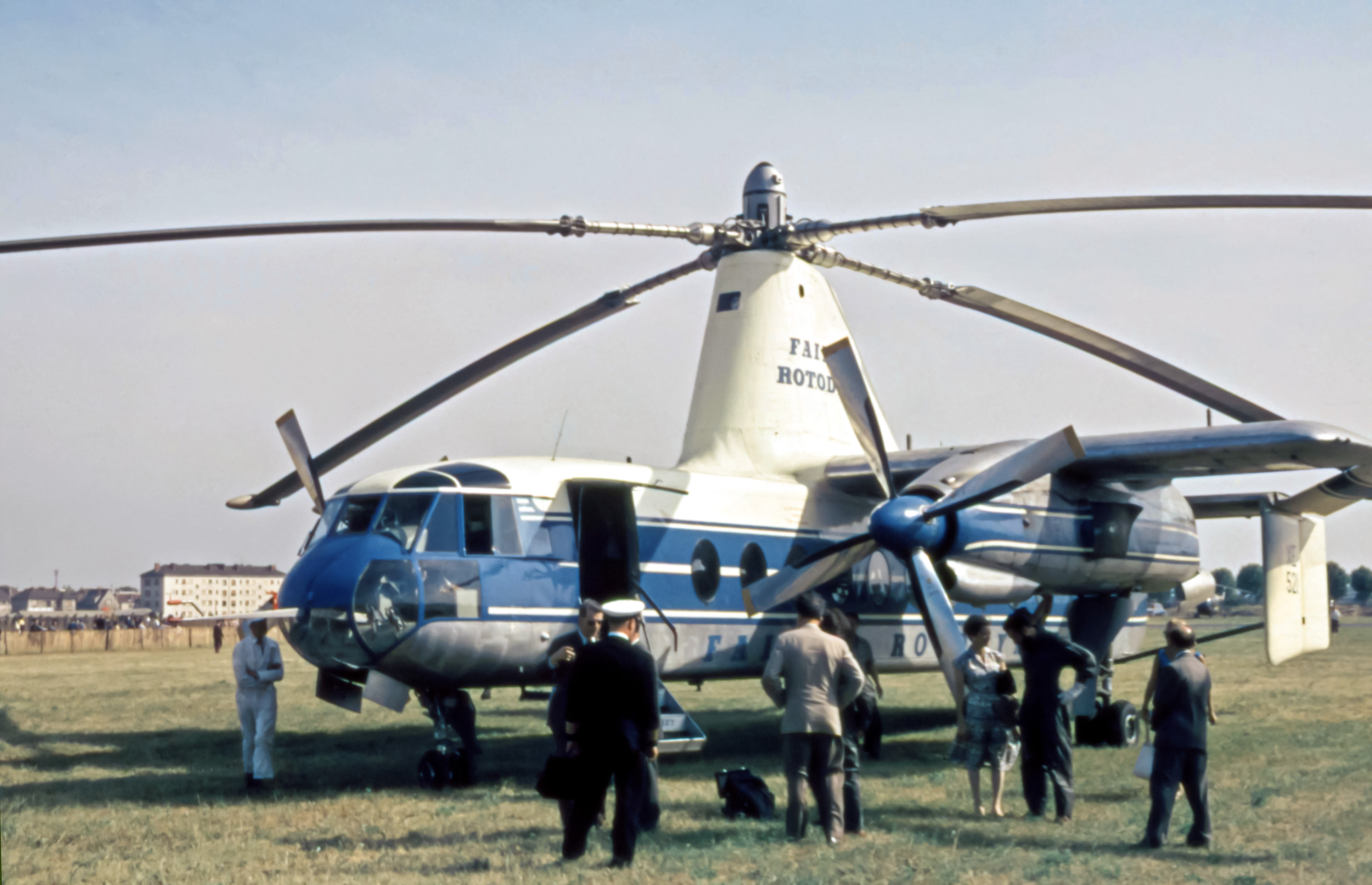
Il Fairey Rotodyne, uno dei pochi progetti di elicoplano, utilizzava un rotore principale "tip jet".

Un altro accorgimento per evitare la formazione di una coppia indesiderata nella configurazione a rotore singolo, consiste nell'impiegare getti d'aria espulsi dalla estremità delle pale per muovere il rotore al posto di un albero messo in rotazione da un gruppo motori. Le pale devono quindi essere realizzate opportunamente con una cavità dove far passare l'aria in pressione prodotta da un turbogetto, o ramjet o motore a razzo.
Sebbene questo metodo sia concettualmente semplice ed elimina la coppia, i prototipi che lo hanno adottato sono risultati meno efficienti rispetto alle soluzioni convenzionali e producevano più rumore. Il Percival P.74, per esempio, non fu nemmeno in grado di decollare, mentre l'Hiller YH-32 Hornet rivelò buona capacità di sollevamento, ma scarse prestazioni complessive. Il più promettente dei progetti era quello del Fairey Jet Gyrodyne e del successivo Fairey Rotodyne da 40 posti. Quest'ultimo dimostrò buone capacità di volo, ma il progetto fu comunque abbandonato per valutazioni economiche scettiche circa la possibilità di avere un ritorno economico continuando a investire nello sviluppo. Singolare è stato il progetto di veicolo per il lancio in orbita Rotary Rocket pensato con una propulsione a razzo e dotato di un rotore ausiliario da usare nell'atmosfera e messo in movimento dal getto del razzo fatto fuoriuscire anche dalla estremità delle pale. Gli studi sono durati dal 1999 al 2001, anno di chiusura forzata della azienda che stava seguendo lo sviluppo, bloccata dalla mancanza di fondi.

### Rotori accoppiati

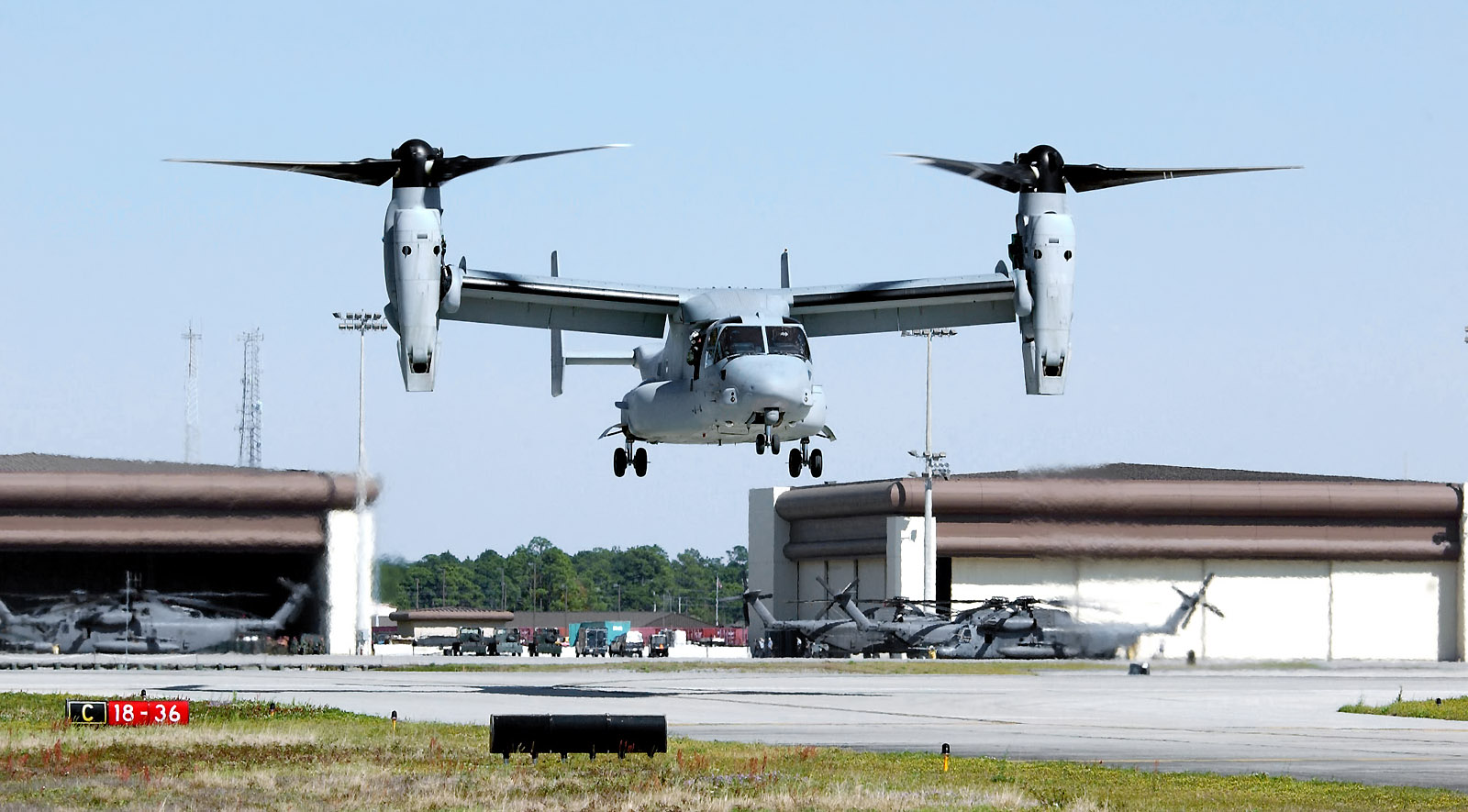
Il convertiplano V-22 Osprey decolla come un elicottero ma vola come un aereo convenzionale

La soluzione a rotori accoppiati, caratterizza elicotteri e convertiplani che non utilizzano rotori anti-coppia, ma uno o più paia di rotori principali che ruotando in direzione opposta controbilanciano gli effetti della coppie prodotte. Questa soluzione permette di sfruttare anche la potenza impiegata per muovere il rotore di coda, applicandola invece ai rotori principali, aumentando la capacità di sollevamento. Vi sono quattro configurazioni principali che utilizzano i rotori accoppiati:
- rotori in tandem
- rotori coassiali
- rotori intersecantisi
- rotori trasversali

#### Rotori in tandem

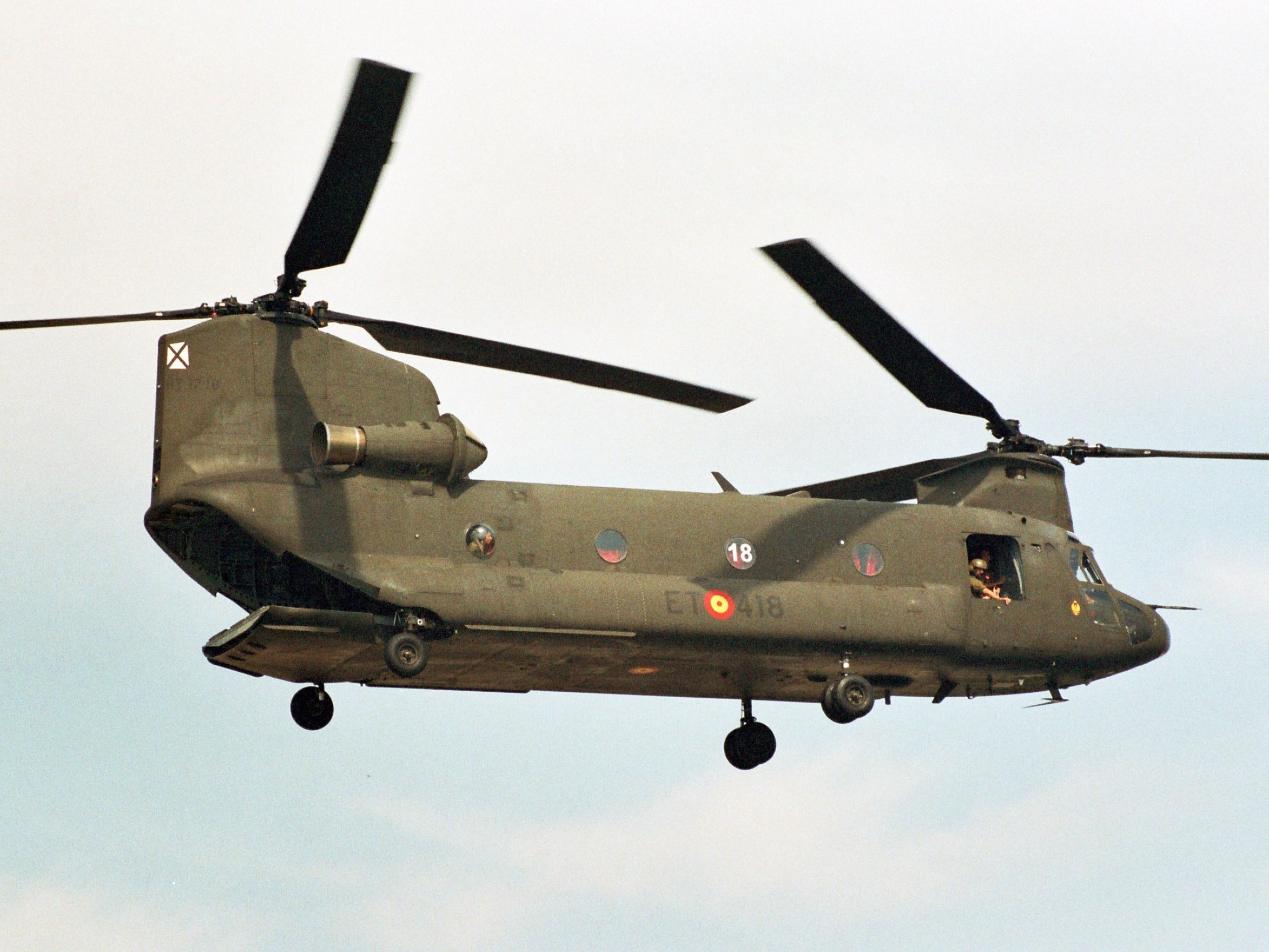
Rotori in tandem nel CH-47 Chinook.

I rotori in tandem sono due rotori principali installati uno dietro l'altro. Gli elicotteri con rotori in tandem controllano l'assetto per accelerare e decelerare attraverso un processo chiamato variazione differenziale del collettivo. Per accelerare l'aeromobile, il rotore posteriore aumenta il passo collettivo, sollevando la coda e la parte anteriore del rotore diminuisce il collettiva contemporaneamente abbassando il naso. Per decelerare o per spostarsi all'indietro, il rotore anteriore aumenta il passo collettivo, mentre il posteriore lo diminuisce. Il controllo sull'asse di imbardata viene ottenuto inclinando in modo simile i rotori, con variazioni del passo ciclico sempre opposte tra rotore anteriore e posteriore.

#### Rotori coassiali

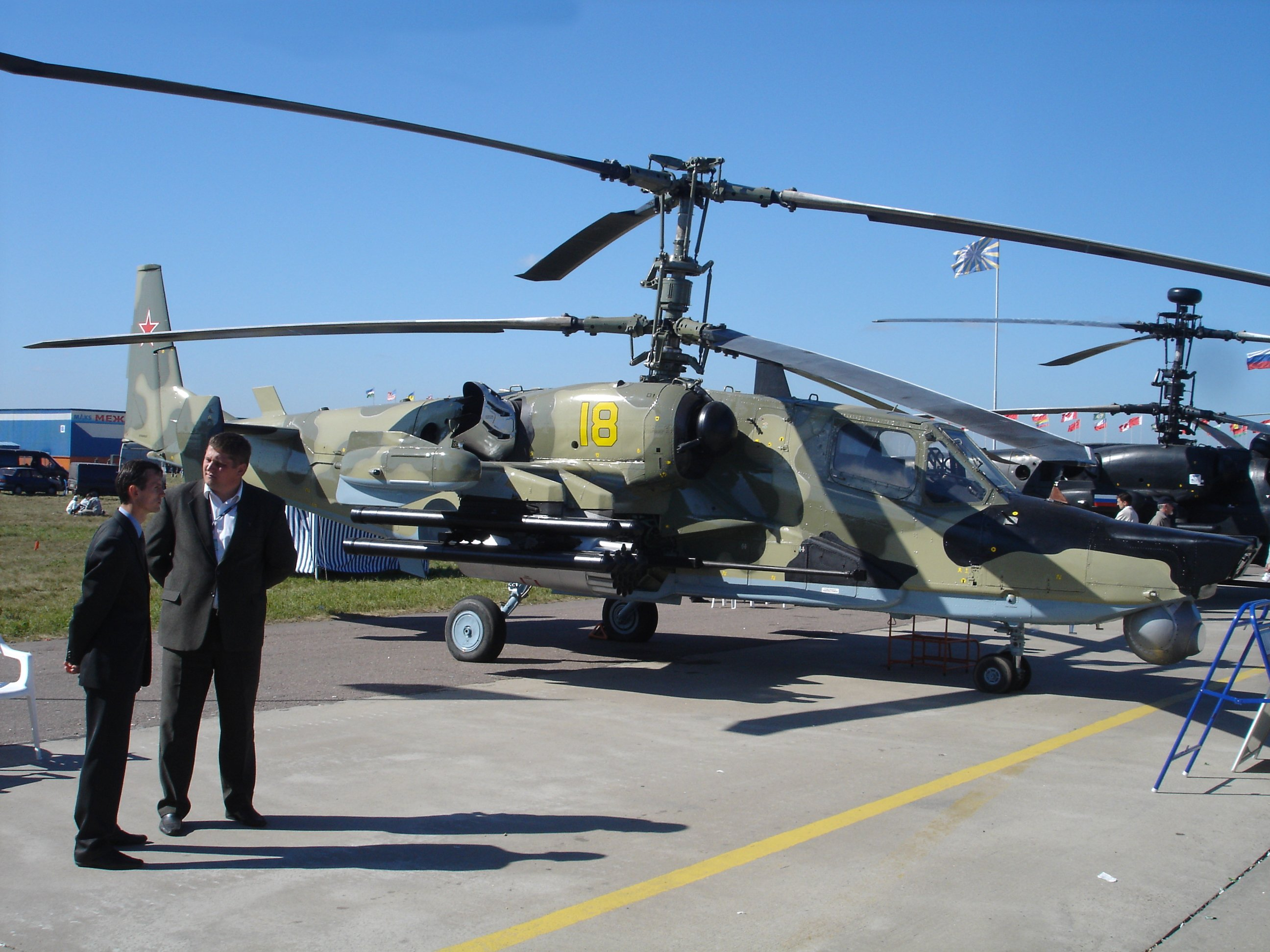
Rotori coassiali nel Kamov Ka-50

La soluzione a rotori coassiali è realizzata con due rotori che ruotano in direzione opposta, ma montati sullo stesso albero. I rotori coassiali, oltre ad abolire la necessità di un rotore anti-coppia, risolvono uno dei problemi che affligge i rotori convenzionali durante alcune condizioni di volo traslato in avanti: lo "stallo della pala retrograda", un fenomeno che se accade genera una dissimmetria di portanza che non può essere compensata dal flappeggio. Negli elicotteri con rotori coassiali, la compensazione nelle portanze avviene sui due lati e si equilibra anche in queste condizioni di volo. Di contro vi è una maggiore complessità meccanica del sistema rotore, che in questa configurazione deve prevedere due distinti piatti oscillanti, uno dei quali deve comandare il rotore superiore con bielle che devono passare attraverso il rotore inferiore.

#### Rotori intersecantisi

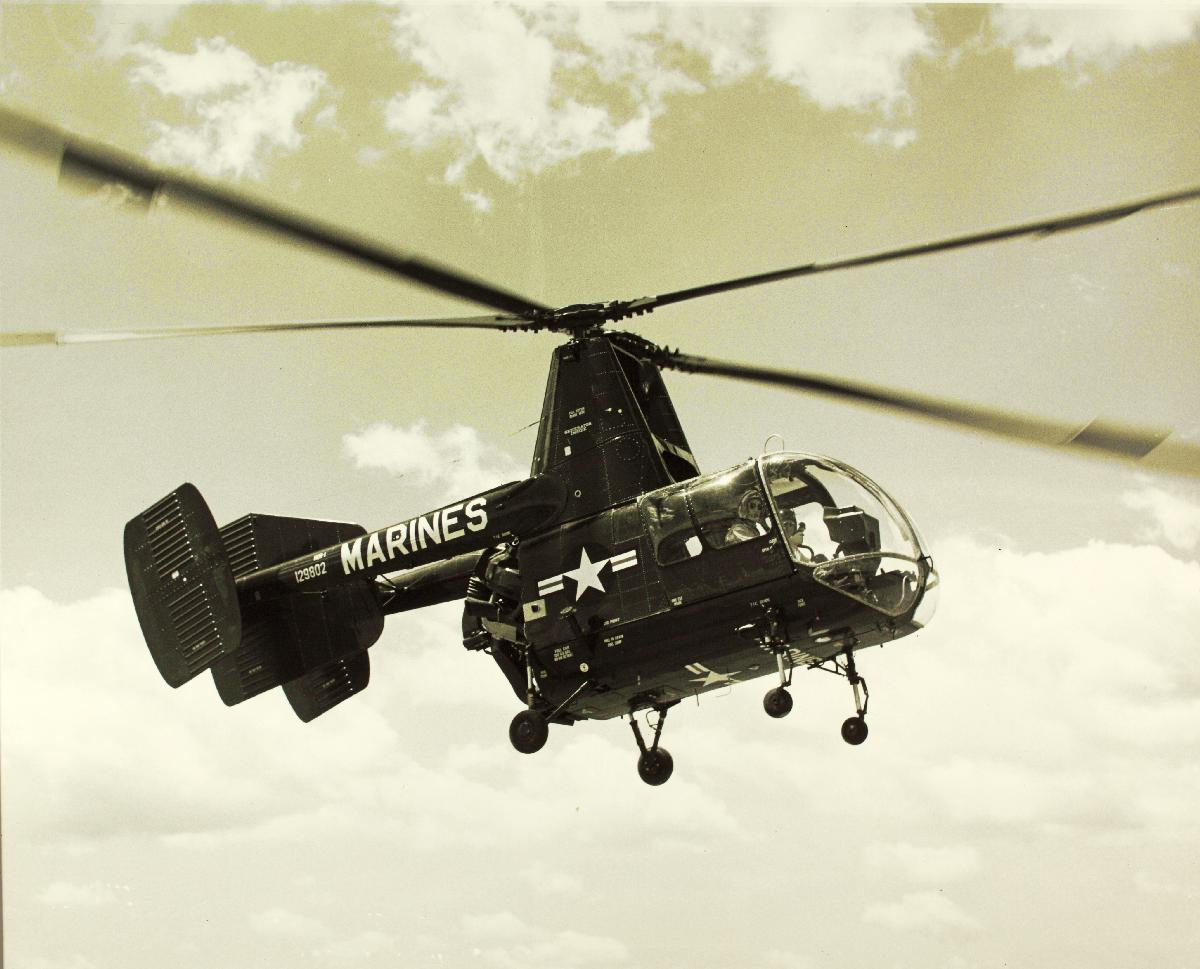
Rotori intersecantisi nel Kaman HH-43 Huskie.

I rotori intersecantisi ("intermeshing" in inglese) consistono in due rotori che girano in direzioni opposte con ognuno dei due alberi dei rotori installato con un angolo di sfasamento dall'altro, così che i rotori intersechino le loro traiettorie senza entrare in collisione. Questa soluzione è anche chiamata "sincrottero" (synchropter in inglese). I rotori intersecantisi hanno alta stabilità e ottime capacità di sollevamento. La configurazione fu ampiamente testata durante la seconda guerra mondiale dal Flettner Fl 282 tedesco con ottimi risultati, ma la produzione in serie risultò quasi impossibile a causa della situazione bellica, vicina al termine. Il costruttore statunitense Kaman Aircraft ha prodotto il modello Kaman HH-43 Huskie, utilizzato dall'United States Air Force per compiti antincendio e per missioni di salvataggio fino agli anni settanta. La configurazione è utilizzata dalla Kaman anche per la gru volante Kaman K-MAX la cui produzione è stata interrotta nel 2003, ma per la quale vi sono ipotesi di riattivazione.

#### Rotori trasversali

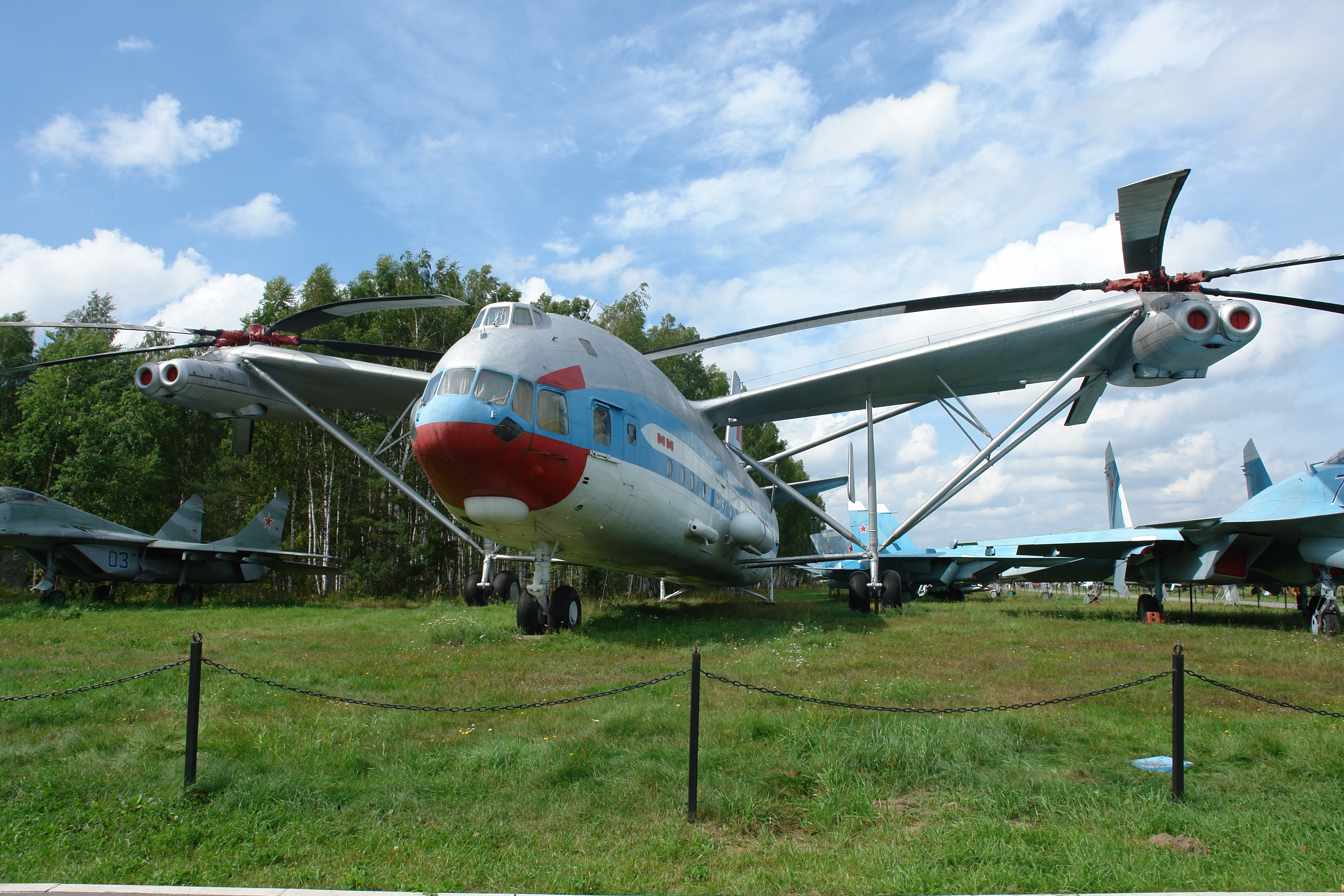
Rotori trasversali nel Mil Mi-12.

Rotori trasversali vengono montati all'estremità di ali o strutture esterne apposite installate perpendicolarmente alla fusoliera dell'aeromobile. A similitudine dei rotori in tandem o intersecantesi, anche i rotori trasversali utilizzano per la manovra la differenza tra le posizioni collettive delle pale, ma, similmente ai rotori intersecantesi, i rotori trasversali utilizzano le comuni tecniche di variazione ciclica del passo adottate dagli elicotteri classici per la manovra lungo l'asse di beccheggio. Questa configurazione è stata adottata in due dei primi elicotteri costruiti nella storia, il Focke-Wulf Fw 61 e il Focke-Achgelis Fa 223 Drachen, così come nel più grande elicottero mai costruito, il sovietico Mil Mi-12. I rotori trasversali caratterizzano anche i convertiplani, come il prototipo Bell XV-15 e i nuovi Bell V-22 e Bell-Agusta BA609.

## Pale dei rotori aeronautici
Le pale di un aerogiro sono dei lunghi e stretti profili alari con un alto indice di allungamento alare e una forma che minimizzi la resistenza causata dai vortici
d'estremità, similmente a quanto accade per le ali degli alianti. Normalmente sono caratterizzate da un certo grado di svergolamento introdotto per ridurre la portanza generata alle estremità, dove la velocità del flusso aerodinamico è maggiore e la generazione dei vortici presenterebbe un problema.
Le pale dei rotori, in epoca pionieristica realizzate in legno, sono modernamente realizzate in vari materiali, principalmente leghe di alluminio e materiali compositi, talvolta con rinforzi sul bordo di attacco in acciaio o titanio contro i fenomeni di erosione. In alcuni elicotteri sono dotate di sistemi elettrici o pneumatici di sghiacciamento.

## Limiti e rischi durante il volo
Gli elicotteri con rotore semi-rigido, come quelli due pale della Bell, Robinson ad altri, non devono trovarsi in condizioni di bassa forza g, perché questi rotori non controllano direttamente l'assetto della fusoliera e ciò potrebbe portare, per una somma di effetti dovuti all'inerzia della struttura e alla spinta del rotore di coda, all'intersecarsi della trave di coda con il disco formato dal rotore principale o causare l'urto tra la radice delle pale e l'albero della trasmissione, in entrambi i casi con effetti catastrofici.